# Flegomene

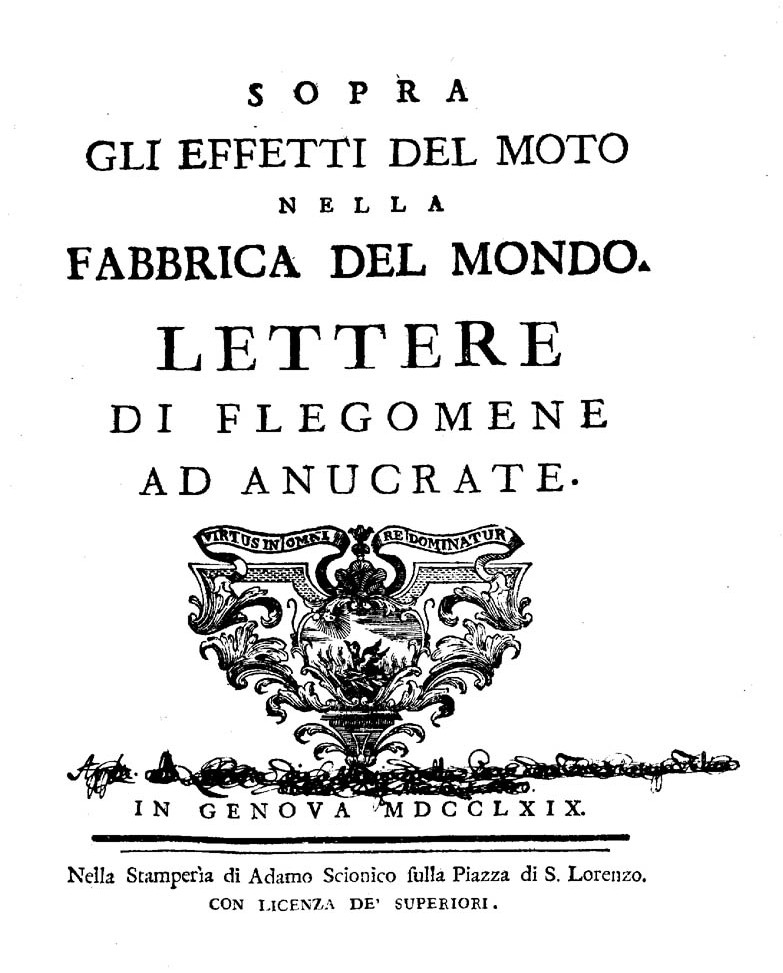
Sopra gli effetti del moto nella fabbrica del mondo, 1769

Flegomene (XVIII secolo – XVIII secolo) è stato un fisico italiano.

## Biografia
Il suo vero nome non è noto. Scrisse sotto pseudonimo l'opera Sopra gli effetti del moto nella fabbrica del mondo, pubblicata nel 1769 a Genova, nella forma di un epistolario rivolto a un destinatario fittizio, Anucrate. L'opera viene descritta dallo storiografo e matematico Pietro Riccardi (1828-1898) come «una strana miscela di scienza fisico-meccanica, di teologia biblica e di filosofia peripatetica»; lo stesso Riccardi si dice dubbioso «se a rigore possa classificarsi fra le opere matematiche».

## Opere
- Sopra gli effetti del moto nella fabbrica del mondo. Lettere di Flegomene ad Anucrate, Genova, Stamperia di Adamo Scionico, 1769.